# Chiba TV
Chiba Television broadcasting Corporation (CTC) (千葉テレビジョン放送株式会社?, Chiba Terebijon Hōsō Kabushiki-gaisha), anche conosciuta come Chiba TV (チバテレビ?), è un canale televisivo giapponese che copre la prefettura di Chiba, benché sia ricevuto in gran parte della nazione. È membro dell'associazione giapponese delle stazioni televisive indipendenti (JAITS). È spesso coinvolta nella produzione degli anime, nella maggior parte dei casi per un pubblico seinen. Le trasmissioni di Chiba TV sono iniziate ufficialmente il 1º maggio 1971, mentre il 1° aprile 2006 sono iniziate le trasmissioni in digitale.

## Trasmissioni

### Notiziari
- Asamaru Just
- BBC News
- News Chiba 21

### Programmi sportivi
- Marines Night Game
- Kick-off J-League Kashiwa Reysol

### Varietà
- Shiro-Kuro UN-JASH
- Karaoke grand prize 21
- Karaoke trial II
- Asakusa ochanoma yose (Rakugo Stage)

### Anime
- Ai Yori Aoshi ~Enishi~
- Black Lagoon
- Bokura ga Ita
- Burn Up Scramble
- Canvas 2 ~Niji Iro no Sketch~
- Chocotto Sister
- Comic Party
- Coyote Ragtime Show
- D.C. ~Da Capo~
- D.C.II ~Da Capo II~
- D.C.S.S. ~Da Capo Second Season~
- D.C.II S.S. ~ Da Capo II Second Season
- Daphne in the Brilliant Blue
- DearS
- Dokyusei 2
- Elf ban Kakyuusei
- Fate/stay night
- Girl's High
- Gravion Zwei
- Gunparade March
- Hakushaku to yōsei
- Hanaukyo Maid Team: La Verite
- Happiness!
- Happy Seven
- Higurashi no Naku Koro ni
- Himawari!
- Hitohira
- Ikki Tousen
- Jessica obasan no jikenbo
- Kakyuusei
- Kakyuusei 2
- Kimi ga Nozomu Eien
- Koi Suru Tenshi Angelique ~ Kokoro no Mezameru Toki ~
- Kujibiki Unbalance
- La malinconia di Haruhi Suzumiya
- Lucky Star
- Lamune
- Legend of Basara
- Lovely Idol
- Magikano
- Mahō shōjo Lyrical Nanoha A's
- Makai Senki Disgaea
- Mamotte! Lollipop
- Mezzo
- Midori Days
- Mouse
- Muteki Kanban Musume
- Nanatsuiro Drops
- NHK ni Youkoso!
- Ninja Nonsense
- Noein - To Your Other Self
- Oku-sama wa Joshi Kousei
- Oku-sama wa Mahou Shōjo
- Otome wa Boku ni Koishiteru
- Petopeto-san
- Pumpkin Scissors
- Rakugo tennyo Oyui
- Renkin 3-kyū Magical ? Pokān
- Shakugan no Shana
- Shuffle!
- Shuffle! Memories
- Soul Link
- Special A
- Strawberry Panic!
- Sukisho
- Tactical Roar
- Tenbatsu Angel Rabbie
- To Heart
- Tona-Gura!
- Tsuyokiss
- Utawarerumono
- Wandaba Style
- Yoshimune
- Yoshinaga-san Chi no Gargoyle
- Yume Tsukai
- Zero no Tsukaima